# Hedyosmum burgerianum
Hedyosmum burgerianum är en tvåhjärtbladig växtart som beskrevs av W.G. D'arcy och R.L. Liesner. Hedyosmum burgerianum ingår i släktet Hedyosmum och familjen Chloranthaceae. Inga underarter finns listade i Catalogue of Life.